# Greenville Bridge
Die Greenville Bridge ist eine vierspurige Straßenbrücke über den Mississippi River zwischen dem Washington County in Mississippi und dem Chicot County in Arkansas, 20 km südwestlich von Greenville. Sie führt die U.S. Highways 82 und 278 und ersetzte 2010 die 850 m flussaufwärts gelegene zweispurige Benjamin G. Humphreys Bridge. Zur Verbesserung der Navigationsverhältnisse für die großen Schubverbände auf dem Mississippiabschnitt wurde eine Schrägseilbrücke mit einer Spannweite von 420 m über der Schifffahrtsrinne gewählt, die 70 Jahre alte Fachwerkbrücke wurde 2011 abgerissen.

## Geschichte

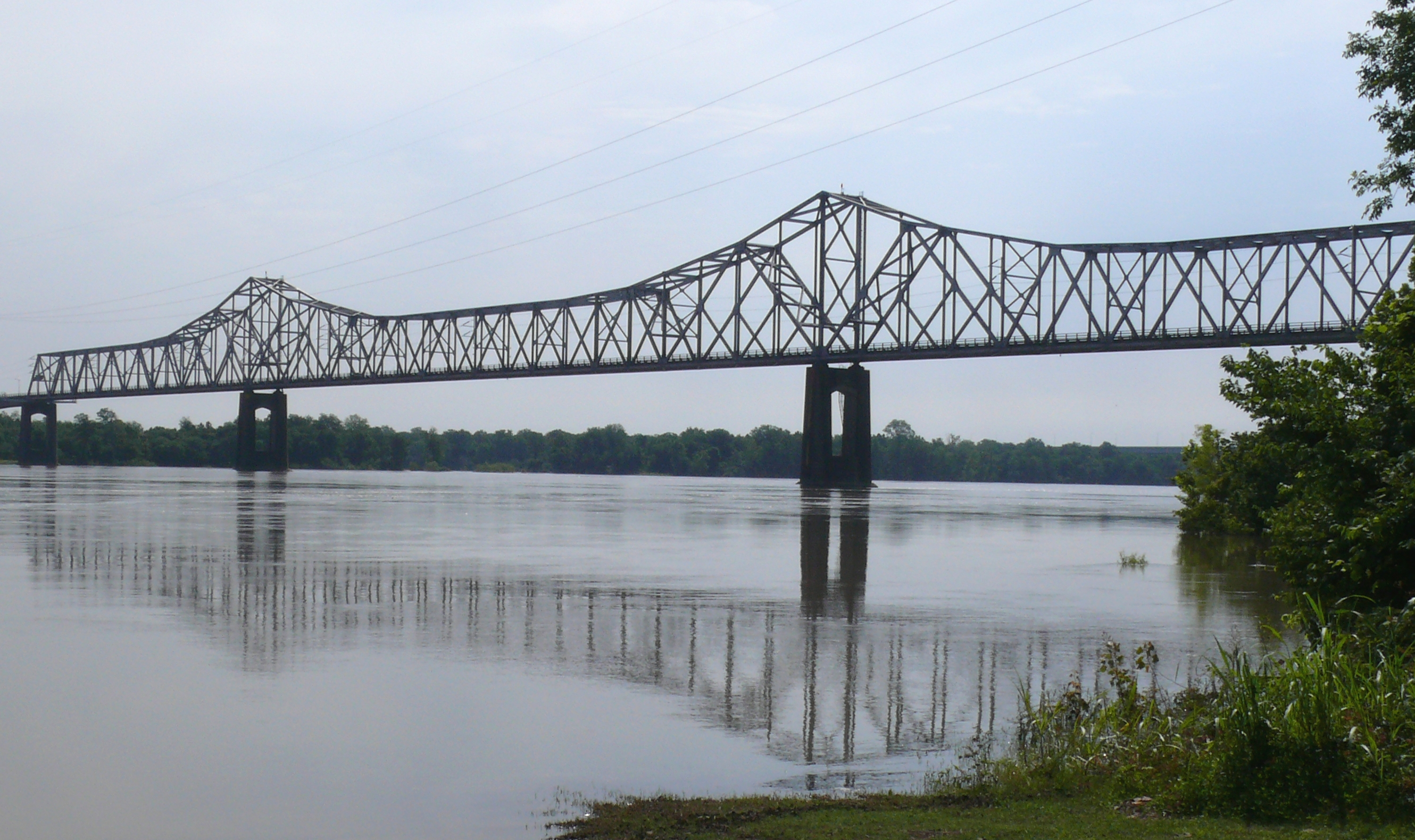
Die 1940 eröffnete Benjamin G. Humphreys Bridge 2010, ein Jahr später wurde sie abgerissen.

Bis zum Bau der Benjamin G. Humphreys Bridge waren Fähren die einzige Möglichkeit, den Mississippi bei Greenville zu überqueren. In den 1930er Jahren erkannte der damalige Bürgermeister Milton C. Smith, dass für die weitere Entwicklung der Stadt eine Straßenbrücke notwendig ist und bemühte sich um eine staatliche Genehmigung und die nötige Finanzierung, die sich während der Weltwirtschaftskrise schwierig gestaltete. Mit Unterstützung der Works Progress Administration konnten die Bauarbeiten Ende 1938 beginnen und die Brücke am 4. Oktober 1940 eröffnet werden.
Die Brücke besaß vier Strompfeiler und eine maximale Spannweite von nur 256 m. Der Flussabschnitt des Mississippi vor der Brücke ist gekennzeichnet durch eine scharfe Biegung und zeitweise vorherrschende hohe Strömungsgeschwindigkeit, was die Navigation erschwert und mit der Zunahme des Schiffsverkehrs sowie der Größe der Schubverbände zu mehr Kollisionen von Leichtern mit den inneren Pfeilern führte als bei jeder anderen Brücke auf dem Mississippi. Zusätzlich entsprach die schmale zweispurige Fachwerkbrücke über die Jahre nicht mehr den verkehrstechnischen Anforderungen und wurde für das steigende Verkehrsaufkommen auf dem U.S. Highway 82 zunehmend zu klein. Anfang der 1990er-Jahre begann das Mississippi Department of Transportation mit Voruntersuchungen zur Errichtung einer neuen Brücke und 1995 entschied man sich für den Bau einer vierspurigen Schrägseilbrücke mit nur zwei Strompfeilern, circa 850 m flussabwärts.

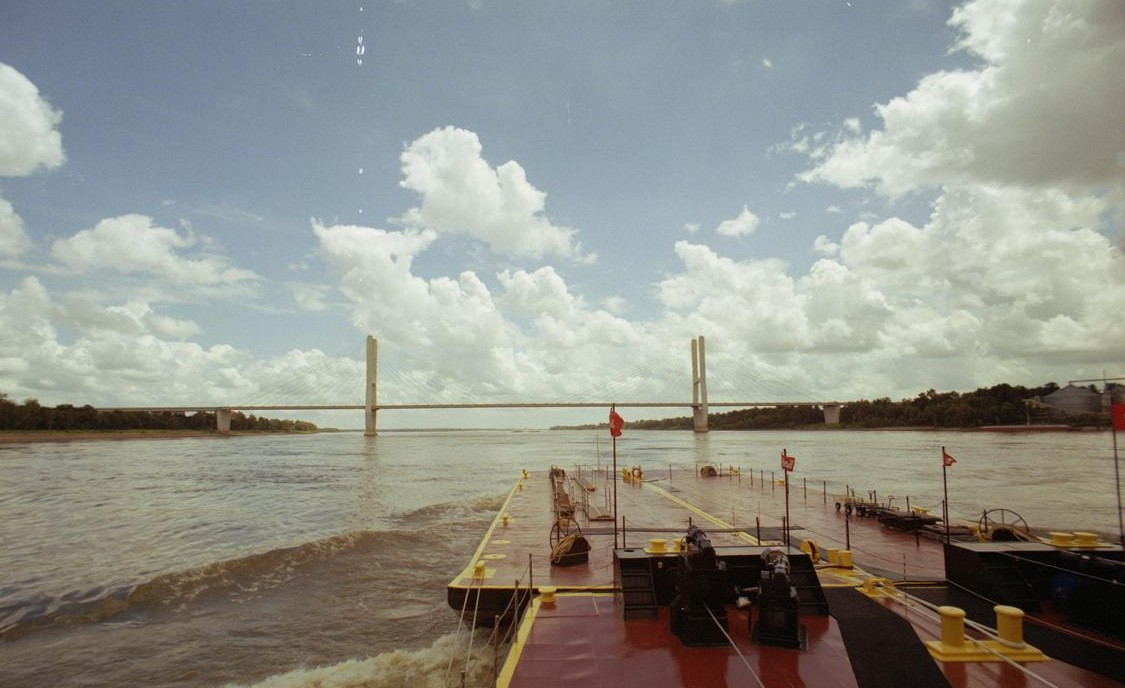
Ein Schubverband fährt flussab auf die Greenville Bridge zu (2009).

Die Brücke wurde von der HNTB Corporation (Howard, Needles, Tammen & Bergendoff) entworfen, ein Ingenieur- und Architekturbüro aus Kansas City (Missouri), das auch schon die Benjamin G. Humphreys Bridge entwarf (damals Harrington, Howard & Ash). In Zusammenarbeit mit der Waterways Experiment Station des U.S. Army Corps of Engineers wurde der Standort der Hauptbrücke analysiert, um optimale Bedingungen für den Schifffahrtsverkehr zu gewährleisten. Der ursprüngliche Entwurf wurde daraufhin um 30 Meter nach Westen verschoben, um die Hauptspannweite der Schifffahrtsrinne anzupassen. Das 336-Millionen-USD-Projekt gliederte sich in drei Bauabschnitte: Die Hauptbrücke (Massman Construction und Traylor Brothers) und die Zufahrten auf der Arkansas-Seite (Austin Bridge & Road) und der Mississippi-Seite (Hill Brothers Construction und Jensen Construction). Die Schrägseilbrücke wurde 2001–2006 errichtet und anschließend die Balkenbrücken der Zufahrten 2006–2010, der Abriss der alten Benjamin G. Humphreys Bridge erfolgte 2011.

## Beschreibung

### Hauptbrücke

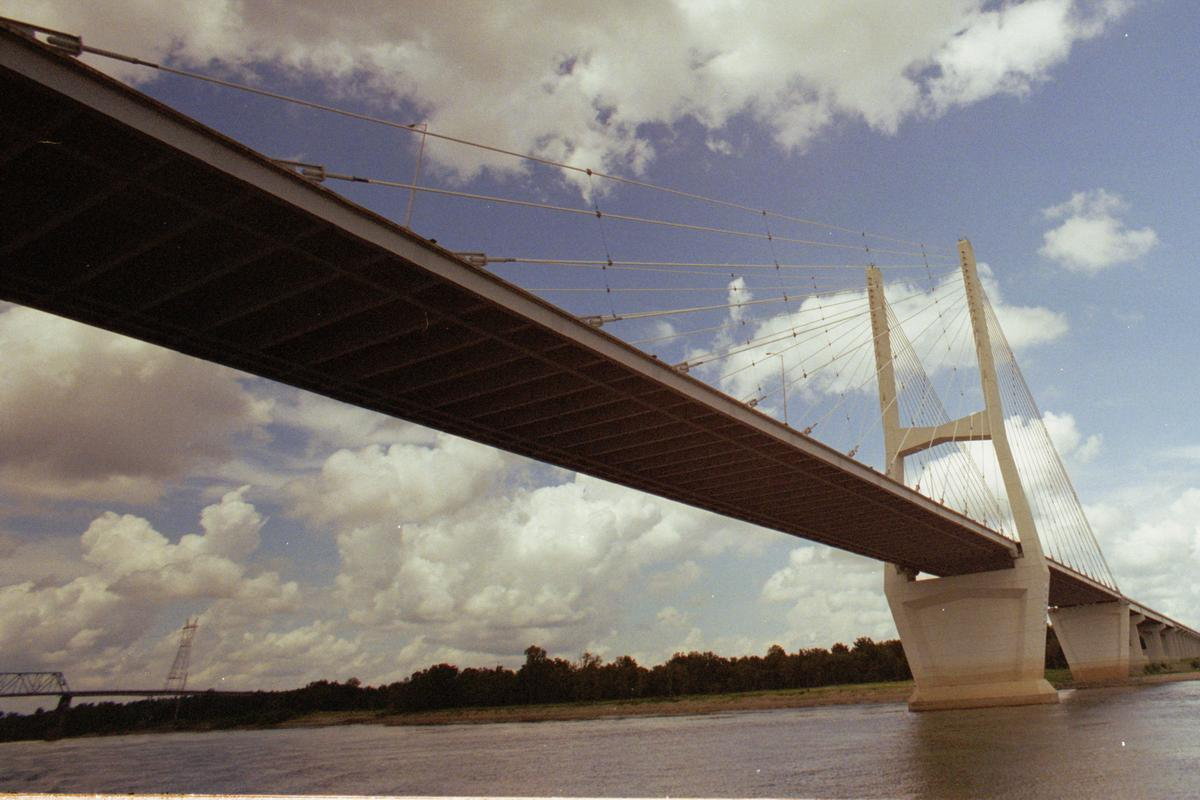
Der abgespannte Fahrbahnträger an den H-Pylonen der Brücke.

Die als Schrägseilbrücke ausgeführte Hauptbrücke besitzt eine Länge von 783 m, mit einer Spannweite von 420 m zwischen den H-Pylonen und jeweils 181,5 m zu den äußeren Pfeilern, an die sich die Zufahrten anschließen. Die Pylone aus Stahlbeton haben eine Höhe von circa 130 m über der Wasseroberfläche, wurden mittels Senkkästen errichtet und fast 40 m tief im Flussbett verankert, bei den äußeren Pfeilern erfolgte eine Pfahlgründung. Aufgrund der Strömungsgeschwindigkeit des Mississippi von bis zu 3,4 m/s mussten bei der Errichtung der Pylone besondere Vorkehrungen getroffen werden. So wurden als Kolkschutz durch das U.S. Army Corps of Engineers riesige bewegliche Betonmatten im Flussbett verlegt, um Erosion um die Senkkästen zu vermeiden. Zudem wurden für den Absenkvorgang spezielle Wellenbrecher und Führungen aus Stahlrohren mit 1,5 m Durchmesser errichtet, die 18 m ins Flussbett getrieben wurden.
Der 31 m breite Fahrbahnträger wurde im Freivorbau aus vorgefertigten 15 m langen Stahlsegmenten zusammengesetzt, die von je einem Schrägseilpaar getragen werden. Pro Brückenseite sind insgesamt 4×14 Schrägseile im Fächersystem montiert, wobei die jeweils äußeren drei am Brückenende parallel verlaufen. Der Stahlträger ist mit einer Stahlbetondeckschicht versehen und bietet je zwei 3,6-m-Fahrbahnen pro Fahrtrichtung – mit entsprechenden Seitenstreifen – Platz.

### Zufahrten

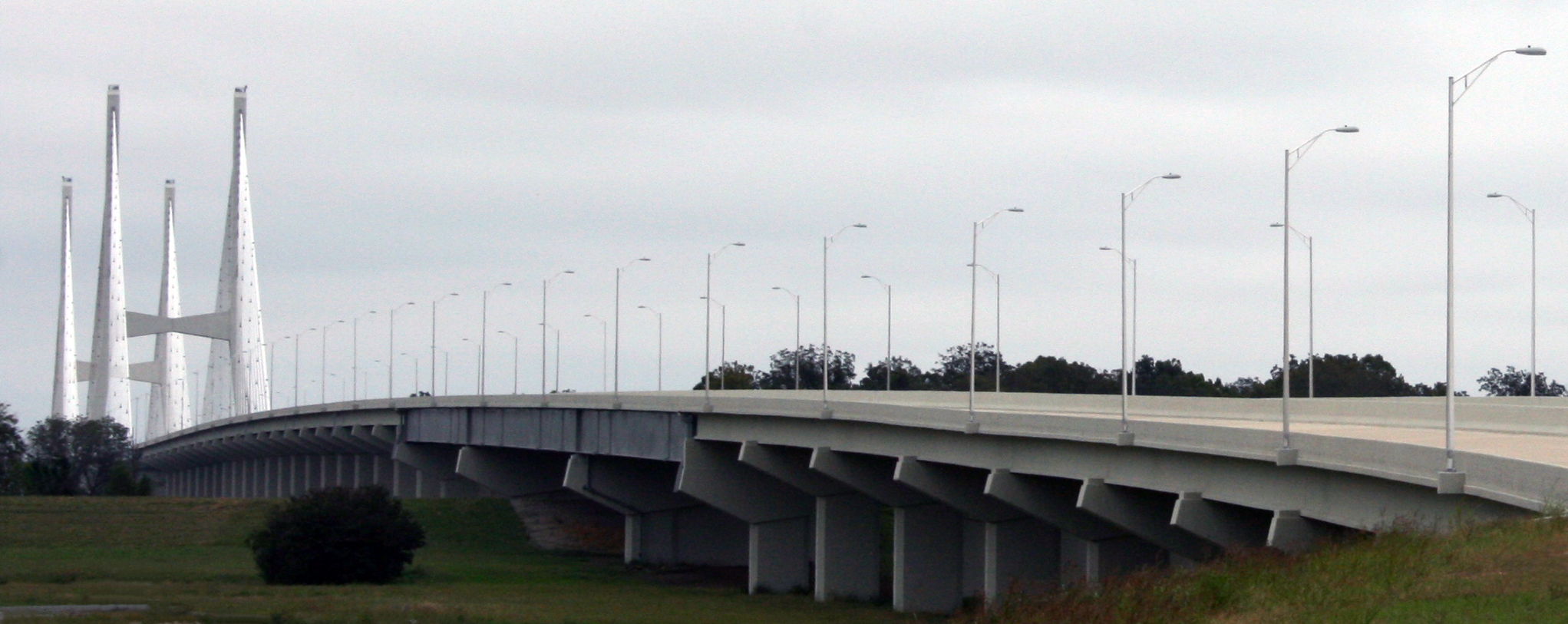
Balkenbrücken der Zufahrt auf der Arkansas-Seite, die längere Spannweiten über dem Hochwasserdamm wurden mittels Plattenbalken realisiert.

An die Schrägseilbrücke schließen sich die Zufahrten aus einer Vielzahl aus Balkenbrücken an. Auf der Arkansas-Seite haben diese eine Gesamtlänge von 1402 m, ruhen auf 35 Brückenpfeilern einschließlich Widerlager und bestehen hauptsächlich aus 36 m langen Stahlbetonbalken mit integrierten Doppel-T-Profilstahlträgern, die jeweils vier Pfeiler überspannen (drei Spannweiten). Über dem Hochwasserdamm wurde eine 279 m lange Plattenbalkenbrücke integriert mit einer Spannweite von 110 m über dem Damm. Auf der Mississippi-Seite besitzen die Stahlbetonbalken eine Länge von 42 m und die Plattenbalkenbrücke über dem Hochwasserdamm 253 m (Spannweite 100 m). Die Balkenbrücken ruhen hier auf insgesamt 50 Brückenpfeilern und haben eine Gesamtlänge bis zum Widerlager von 1952 m.